# Верджемолі
Верджемолі (італ. Vergemoli) — колишній муніципалітет в Італії, у регіоні Тоскана,  провінція Лукка. З 1 січня 2014 року Верджемолі є частиною новоствореного муніципалітету Фаббрике-ді-Верджемолі.
Верджемолі розташоване на відстані близько 300 км на північний захід від Рима, 80 км на північний захід від Флоренції, 25 км на північний захід від Лукки.
Населення — 326 осіб (2012).
Щорічний фестиваль відбувається 16 липня. Покровитель — Santi Quirico e Giulitta.

## Демографія
Населення за роками:

Станом на 31 грудня 2010 року в муніципалітеті офіційно проживало 8 іноземців з 3 країн, серед них 5 громадян країн Євросоюзу.

## Сусідні муніципалітети
- Фаббрике-ді-Валліко
- Галлікано
- Молаццана
- Пескалья
- Стаццема